# Breakthrough (album de Gong)
Pour les articles homonymes, voir Breakthrough.
Albums de Gong
Robot woman 3
(1986) Second Wind
(1988)
Breakthrough est le 6e album studio du groupe Pierre Moerlen's Gong sorti en 1986. De l'ancienne formation du groupe, ne reste plus que le bassiste Hansford Rowe, les autres ayant quitté pour des raisons diverses. 

## Liste des titres
| No  | Titre             | Durée |
| --- | ----------------- | ----- |
| 1.  | Breakthrough      | 6:00  |
| 2.  | Spaceship Disco   | 3:22  |
| 3.  | Rock In Seven     | 3:10  |
| 4.  | Six 8             | 4:05  |
| 5.  | Poitou            | 3:50  |
| 6.  | Children's Dreams | 3:20  |
| 7.  | Portrait          | 4:18  |
| 8.  | Road Out          | 3:25  |
| 9.  | Romantic Punk     | 2:17  |
| 10. | Far East          | 6:57  |

## Musiciens
- Pierre Moerlen : Batterie, Vibraphone, Timpani, Marimba, Gong, Synthétiseur
- Ake Zieden : Guitare
- Dag Westling : Guitare Acoustique
- Hansford Rowe : Basse
- Michaël Zilka : Chapman Stick
- Chris Rhedin : Claviers
- Lena Andersson, Nina Andersson : Chœurs